# Andreas Bachmann (Journalist)
Andreas Bachmann (* 1974 in Aschaffenburg) ist ein deutscher Journalist. Er ist Redaktionsleiter der Redaktion Rundschau (BR24) und Landesberichte im BR Fernsehen und Wahlexperte des Bayerischen Rundfunks. In der Vergangenheit war er u. a. Moderator des ARD-Politmagazins report München sowie Moderator und Redaktionsleiter des BR-Politikmagazins Kontrovers.

## Beruflicher Werdegang
Nach dem Abitur am Aschaffenburger Friedrich-Dessauer-Gymnasium studierte Andreas Bachmann Politikwissenschaft in Mainz und München. Seine ersten journalistischen Schritte machte er als Praktikant und freier Mitarbeiter in der Lokalredaktion Hanau der Frankfurter Rundschau.
1997 begann er als Reporter für den Bayerischen Rundfunk zu arbeiten, u. a. auch für das ARD-Politmagazin report München. Von 2004 bis 2009 war er Landtagskorrespondent des Bayerischen Fernsehens. 2007 übernahm er abwechselnd mit Ursula Heller die Moderation des BR-Politikmagazins Kontrovers. Seitdem moderiert er außerdem diverse Sondersendungen im Bayerischen Fernsehen, insbesondere auch Sendungen zu Wahlen. Von November 2009 bis August 2020 war Andreas Bachmann Redaktionsleiter von Kontrovers, von April 2016 bis August 2020 fungierte er zusätzlich auch als Moderator des ARD-Politmagazins report München.
Seit September 2020 hat er die Leitung der Redaktion Rundschau und Landesberichte des Bayerischen Rundfunks übernommen, wodurch ihm die Redaktionsleitung aller Nachrichtensendungen der Rundschau-Familie (2022 umbenannt in BR24) sowie das Digitalangebot BR24 und die Redaktionsleitung von Abendschau und Abendschau – Der Süden obliegt. Trotz seiner neuen Aufgabe als Redaktionsleiter ist Bachmann nach wie vor als Moderator von Sondersendungen im BR-Fernsehen und als BR-Wahlexperte aktiv, insbesondere moderiert er seit Übernahme der Leitung der Rundschau zusätzlich auch Sonderausgaben der Rundschau (Rundschau-Extra, seit 2021 unter dem Namen BR24 extra).

## Politisches Engagement
Vor seinem Umzug 1997 nach München war Bachmann in Aschaffenburg politisch aktiv. So saß er von 1993 bis 1997 der Jungen Union Aschaffenburg vor und wurde als 21-Jähriger Vorsitzender des CSU-Ortsverbands Aschaffenburg-Damm.

## Auszeichnung
2011 wurde Andreas Bachmann mit der Bayerischen Verfassungsmedaille in Silber ausgezeichnet. Begründet wurde dies mit seiner Berichterstattung über die bayerische Politik.

## Persönliches
Bachmann ist verheiratet und Vater zweier Söhne.